# Gaelic (navire de 1873)
Le Gaelic est un paquebot mixte mis en service par la White Star Line en janvier 1873. Il est tout d'abord affecté, avec son sister-ship le Belgic sur la route de l'Amérique du Sud, que la compagnie expérimente alors. L'expérience est cependant de courte durée et les deux navires sont rapidement transférés sur la ligne de l'Atlantique Nord. À partir de mai 1875, le Gaelic est affrété par l'Occidental and Oriental Steamship Company qui l'exploite sur le Pacifique.
Huit ans plus tard, le navire et son jumeau sont vendus à la Cia. de Nav. la Flecha, de Bilbao. Le Gaelic prend alors le nom d'Hugo. Il poursuit sous pavillon espagnol une carrière sans histoire durant treize ans, avant de s'échouer près des Pays-Bas fin 1896. Considéré comme une perte totale, il est démantelé la même année.

## Histoire

### Sur l'Atlantique pour la White Star
Le Gaelic et son sister-ship le Belgic sont à l'origine mis en construction dans les chantiers Harland & Wolff pour le compte d'une compagnie de Liverpool, la J. J. Bibby. Les deux navires sont cependant rachetés avant même leur lancement par la White Star Line. Après avoir reçu des machines compound venues de Liverpool, le Gaelic est lancé, le 21 septembre 1872. Comme les autres navires de la compagnie à l'époque, il est propulsé à la vapeur par une hélice, mais aussi à la voile grâce à quatre mâts. Le navire arbore une forme proche de ceux de la classe Oceanic, avec une forme effilée (son rapport entre la longueur et la largeur est de 10 à 1), dans la pratique chère à Harland & Wolff à cette époque. Il devait à l'origine être uniquement un cargo, cependant la White Star Line y fait rajouter des cabines pour accueillir 40 passagers de première classe.
Lorsqu'elle fait l'acquisition de ce navire, la White Star Line tente tant bien que mal d'établir, depuis fin 1872, un service à destination de l'Amérique du Sud, brièvement inauguré avec le Republic, l'Asiatic et le Tropic. C'est dans cette optique là que le Gaelic part, le 29 janvier, pour son voyage inaugural entre Liverpool et Valparaiso. Rapidement, cependant, Thomas Henry Ismay et ses associés décident d'abandonner leur tentative d'implantation dans ce secteur, et en retirent progressivement leurs navires, ne laissant plus que le Belgic (jusqu'en décembre 1873), et des voiliers. Dès le mois de juin 1873, le Gaelic est donc déplacé sur la ligne de New York. L'année suivante, il alterne des traversées au départ de Liverpool et de Londres. Il s'illustre le 15 janvier 1874 en prenant en remorque le Celtic, plus gros paquebot de la compagnie, immobilisé après avoir perdu son hélice.

### Affrètements et vente

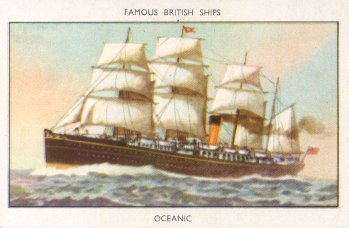
À partir de 1875, le Gaelic sert aux côtés de l'Oceanic sur l'océan Pacifique.

Malgré ce service, le Gaelic, tout comme son jumeau, restent des navires de surplus, situation encore renforcée en 1875 lorsque le Germanic est mis en service, suivant son sister-ship, le Britannic, arrivé l'année précédente. Il s'agit pour la compagnie de trouver une utilisation à ces navires. L'occasion se présente cette même année lorsque George Bradbury, président de l'Occidental and Oriental Steamship Company sollicite Ismay pour mettre en place un service régulier sur le Pacifique. La White Star Line accepte alors de laisser la nouvelle compagnie affréter le Gaelic, le Belgic, mais aussi le prestigieux Oceanic.
À partir du 29 mai 1875, les deux jumeaux sont donc affrétés sur la ligne entre San Francisco, Yokohama et Hong Kong, à l'origine pour un contrat de cinq ans ensuite prolongé. Ce service n'est troublé que rapidement lorsque, parti pour San Francisco, le Gaelic traverse une forte tempête qui emporte l'une de ses voiles et endommage sa passerelle de navigation. Les huit années qui suivent se révèlent sans histoire. En mai 1883, en route pour Hong Kong, le Gaelic doit se détourner à la voile pour le port d'Hankou après une rupture de son arbre d'hélice.
C'est la même année que le Gaelic (de même que le Belgic), est vendu à la Compañia de Navigacion La Flecha de Bilbao pour 30 000 £. Il poursuit alors sa carrière sous pavillon espagnol avec pour nouveau nom Hugo. C'est après 13 ans d'une carrière sans histoire qu'il s'échoue sur l'île de Terschelling, au large des Pays-Bas, le 24 septembre 1896. Jugé irrécupérable, il est remis à flot, et vendu aux enchères pour démolition le 9 décembre. Il est ensuite remorqué et démantelé à Amsterdam. La White Star Line, pour sa part, ne perd pas de vue l'héritage de son navire : dès 1885, elle acquiert deux nouveaux paquebots-mixtes, nommés Belgic et Gaelic, qui prennent la place laissée par leur prédécesseurs sur le Pacifique.